# Kraj Donji
Kraj Donji je pogranično naselje u Zagrebačkoj županiji, administrativno u sastavu općine Marija Gorica. 

## Zemljopis
Naselje se nalazi u dolini rijeke Sutle, dok se njegovi rubni dijelovi prostiru po okolnim uzvisinama. Naselje graniči s Republikom Slovenijom, te sa susjednom općinom Brdovec (naselje Vukovo Selo). Kroz naselje prolazi željeznička pruga Savski Marof - Kumrovec (trenutno u remontu, prijevoz se obavlja autobusima) te postoji željeznička stanica. U naselju sagrađen je granični prijelaz na mostu preko rijeke Sutle.
Površina naselja iznosi 2,37 km2.

## Stanovništvo
Prema popisu stanovništva iz 2011. naselje ima 493 stanovnika.
| broj stanovnika | 278   | 301   | 260   | 271   | 302   | 343   | 331   | 368   | 371   | 346   | 395   | 370   | 476   | 458   | 497   | 493   | 438   |
|                 | 1857. | 1869. | 1880. | 1890. | 1900. | 1910. | 1921. | 1931. | 1948. | 1953. | 1961. | 1971. | 1981. | 1991. | 2001. | 2011. | 2021. |

## Šport
U Kraju Donjem je nogometno igralište i mali športski centar, pod nazivom ŠRC "Mladost". Na njemu utakmice igra NK Mladost iz Kraja Donjeg. Također postoji Stoolball klub Kraj Donji

## Galerija
- Naselje Kraj Donji, sutlanska dolina (u dnu pogled na općinu Dubravica)

## Znamenitosti
- Kurija Kraj Donji, zaštićeno kulturno dobro